# بازوی برساووش

بازوهای کهکشان راه شیری

بازوی برساووش (به انگلیسی: Perseus Arm) یکی از دو بازوی مارپیچی بزرگ کهکشان راه شیری است. بازوی سپر-قنطورس نیز بازوی مارپیچی بزرگ دیگر این کهکشان است. شعاع بازوی برساووش شعاعی در حدود ۱۰/۷ کیلوپارسک است. پنداشته می‌شود که بازوی شکارچی که منظومهٔ خورشیدی و زمین در آن واقع‌اند، در بازوی برساووش قرار دارد.